# 佐藤俊美
佐藤俊美（さとう としみ、1960年4月6日 - ）は、日本の実業家。大林組代表取締役社長兼最高経営責任者（CEO）。

## 来歴
神奈川県横浜市出身。神奈川県立横浜翠嵐高等学校を経て、1985年に早稲田大学政治経済学部を卒業、同年に大林組入社。
海外支店北米統括事務所副所長、財務部長、経営企画室長等を歴任し、2017年に執行役員就任。2023年に副社長、2025年4月より現職。創業家以外では初の事務系出身の社長となる。